# Eridson
Eridson Mendes Umpeça, noto semplicemente come Eridson (Bissau, 25 giugno 1990), è un calciatore guineense, difensore del Cesarense.

## Palmarès

### Club

#### Competizioni nazionali
- Segunda Liga: 1

Belenenses: 2012-2013